# ギルディング
ギルディング（英語：Gilding）は、西洋における箔置き（箔飾）の一種。ウォーターギルディングとオイルギルディングがあり、いずれも紀元前から用いられている手法である。特に西洋で額縁に金箔を施す装飾技術として西洋絵画の歴史とともに発展した。

## 手法
ウォーターギルディング
ゼラチン溶液を使用するポリメントによる箔置きで、装飾面を水で濡らして箔を置いて乾燥させ、メノウの付いた棒で磨いて仕上げたもの。
オイルギルディング
乾性油を主成分とする接着剤を使用した箔置き。18世紀半ばに改良された箔置き用接着剤「ミッショーネ」が販売されるようになり、現代では技法の名前として用いられている。